# Mapei (equipa ciclista)
Mapei foi uma equipa italiana (posteriormente belga) de ciclismo em estrada desde 1993 até 2002, que teve como patrocinador principal à assinatura Mapei.
Foi um das equipas mais potentes e vencedoras da sua época, sendo o nº 1 do ranking mundial em 8 das suas 10 temporadas, sete delas de maneira consecutiva.
Patrick Lefevere foi o director principal da equipa.

## História
A equipa Mapei surgiu no ano 1993, copatrocinado por Eldor-Viner, nome pelo que se lhe conheceu em algumas carreiras durante os primeiros meses.
Fundiu-se com a equipa CLAS-Cajastur em 1994, e em 1995 acolheu a boa parte da equipa GB-MG, cujos patrocinadores se retiraram, resultando numa equipa nova, Maglificio, por um lado, e o copatrocinio com Mapei pelo outro. Com estas fusões, a Mapei converteu-se um do mais potentes do pelotão, ocupando o nº1 no Ranking UCI em 1994-2000 e 2002.
Em 2003, depois da decisão da empresa Mapei de deixar o ciclismo, nasce uma nova equipa, a Quick Step, com a firma homónima como patrocinador principal.

## Metas

### Nº 1 do ranking mundial
A equipa foi nº 1 do ranking mundial em 8 das suas 10 temporadas, sete delas de maneira consecutiva.

### Clássicas
A equipa teve a grandes especialistas em clássicas, como o belga Johan Museeuw ou os italianos Michele Bartoli, Andrea Tafi e Franco Ballerini.

#### Paris-Roubaix
O Mapei ganhou cinco vezes a prestigiosa clássica Paris-Roubaix; em três dessas ocasiões (1996, 1998, 1999) a equipa ocupou os três postos do pódio. Na edição de 1996, Lefevere chamou a 15 quilómetros da meta a Milão, ao dono da firma Mapei, Giorgio Squinzi, para perguntar a este a ordem de chegada desejado, que se saldou com a vitória de Museeuw, escoltado no pódio por Bortolami (2º) e Tafi (3º). Em 1998, Franco Ballerini ganhou a carreira, com quatro minutos de vantagem sobre os seus colegas Tafi e Peeters, e em 1999 o ganhador foi Tafi, com dois minutos sobre Peeters e Tom Steels.

#### Copa do mundo
Em quatro ocasiões um ciclista da equipa Mapei fez-se com a Copa do Mundo: Gianluca Bortolami (1994), Johan Museeuw (1995, 1996) e Paolo Bettini (2002).

### Campeonatos do Mundo
A equipa também teve quatro ganhadores do Campeonato Mundial de Ciclismo em Estrada: Abraham Olano (1995), Johan Museeuw (1996), Oscar Camenzind (1998) e Óscar Freire (2002). Camenzind não luziu o maillot arco-íris em 1999 (se mudou à equipa Lampre), e em 2000 Freire levou dito ao Mapei depois do ter conseguido em 1999, quando militava no Vitalicio Seguros.

### Grandes Voltas
Quanto às grandes voltas, o suíço Tony Rominger foi o melhor ciclista que teve Mapei em sua história. Rominger ganhou a Volta a Espanha em 1994 (sua terceira Volta, e primeira para a equipa, na sua primeira temporada), ano em que, além da geral, levou-se seis etapas. Em 1995, Rominger triunfou no Giro d'Italia, fazendo-se com a maglia rosa (geral), a maglia ciclamino (pontos), a maglia azzurra (sprints intermediários) e quatro etapas. Em 1996, Rominger foi 3º na Volta a Espanha, onde ganhou a classificação da montanha e duas etapas.
O outro grande homem da Mapei para a geral de uma grande volta foi o espanhol Abraham Olano, quem em 1994 ganhou três etapas na Volta a Espanha dominada pelo seu colega Rominger, já que terminou 2º na Volta a Espanha em 1995, e 3º no Giro d'Italia em 1996, no ano que estreiou no Giro, depois de perder a maglia rosa no Mortirolo.

## Nome da equipa
O nome oficial da equipa alterou para o longo dos anos, em função da marca que acompanhasse à empresa Mapei como copatrocinador da esquadra. Os nomes da equipa Mapei ao longo dos anos foram os seguintes: Mapei (1993), Mapei-Clas (1994), Mapei-GB (1995-1997), Mapei-Bricobi (1998), Mapei-Quickstep (1999-2002).

## Plantel
Para anos anteriores, veja-se Elencos da Mapei

## Palmarés
Para anos anteriores, veja-se Palmarés da Mapei

## Ciclistas destacados
| Nome                | Ano Nascimento | Nacionalidade | Chegada   | Saída     | Resultados para a equipa |
| ------------------- | -------------- | ------------- | --------- | --------- | --- |
| Fernando Escartín   | 1968           | Espanha       | 1994      | 1995      | |
| Gianluca Bortolami  | 1968           | Itália        | 1994      | 1996      | Copa do Mundo de Ciclismo (1994) Campeonato de Zurique (1994) Leeds International Classic (1994) 1 etapa do Tour de France                                                                                          |
| Abraham Olano       | 1970           | Espanha       | 1994      | 1996      | Campeão do mundo em estrada (1995) Volta à Romandia (1996) 2º da Volta a Espanha (1995) e 3 etapas 3º do Giro d'Italia (1996)                                                                                       |
| Tony Rominger       | 1961           | Suíça         | 1994      | 1996      | Volta a Espanha (1994) Giro d'Italia (1995) Volta à Romandia (1995) Paris-Nice (1994) Volta ao País Basco (1994) 8 etapas da Volta a Espanha 4 etapas do Giro d'Italia                                              |
| Franco Ballerini    | 1964           | Itália        | 1994 2001 | 1998 2001 | Paris-Roubaix (1995, 1998) |
| Daniele Nardello    | 1972           | Itália        | 1994      | 2002      | Campeonato da Itália de Ciclismo em Estrada (2001) 1 etapa do Tour de France 2 etapas da Volta a Espanha |
| Andrea Tafi         | 1966           | Itália        | 1994      | 2002      | Giro da Lombardia (1996) Paris-Roubaix (1999) Volta à Flandres (2002) Paris-Tours (2000) Wincanton Classic (1997)                                                                                                   |
| Frank Vandenbroucke | 1974           | Bélgica       | 1995      | 1998      | Paris-Nice (1998) |
| Johan Museeuw       | 1965           | Bélgica       | 1995      | 2000      | Campeão do mundo em estrada (1996) Campeonato da Bélgica de Ciclismo em Estrada (1996) Copa do Mundo de Ciclismo (1995, 1996) Volta à Flandres (1995, 1998) Paris-Roubaix (1996, 2000) Campeonato de Zurique (1995) |
| Manuel Beltrán      | 1971           | Espanha       | 1995 2000 | 1996 2001 | |
| Tom Steels          | 1971           | Bélgica       | 1996      | 2002      | Campeonato da Bélgica de Ciclismo em Estrada (1997, 1998, 2002) 9 etapas do Tour de France 2 etapas da Volta a Espanha                                                                                              |
| Gianni Bugno        | 1964           | Itália        | 1997      | 1998      | 1 etapa da Volta a Espanha |
| Oskar Camenzind     | 1971           | Suíça         | 1997      | 1998      | Campeão do mundo em estrada (1998) Giro de Lombardia (1998) |
| Ján Svorada         | 1968           | Chéquia       | 1997      | 1998      | 3 etapas da Volta a Espanha 1 etapa do Tour de France |
| Pavel Tonkov        | 1969           | Rússia        | 1997      | 2000      | Volta à Romandia (1997) 2º, 2º e 5º do Giro d'Italia e 4 etapas 3º e 4º da Volta a Espanha e uma etapa |
| Axel Merckx         | 1972           | Bélgica       | 1999      | 2000      | Campeonato da Bélgica de Ciclismo em Estrada (2000) 1 etapa do Giro d'Italia |
| Michele Bartoli     | 1970           | Itália        | 1999      | 2001      | Flecha Valona (1999) Tirreno-Adriatico (1999) |
| Paolo Bettini       | 1974           | Itália        | 1999      | 2002      | Copa do Mundo de Ciclismo (2002) Liège-Bastogne-Liège (2000, 2002) Campeonato de Zurique (2001) 1 etapa do Tour de France                                                                                           |
| Óscar Freire        | 1976           | Espanha       | 2000      | 2002      | Campeão do mundo em estrada (2001) 1 etapa do Tour de France 2 etapas da Volta a Espanha |
| Stefano Garzelli    | 1973           | Itália        | 2001      | 2002      | 2 etapas do Giro d'Italia |
| Fabian Cancellara   | 1981           | Suíça         | 2001      | 2002      | Campeonato da Suíça Contrarrelógio (2002) |
| Yevgeni Petrov      | 1978           | Rússia        | 2001      | 2002      | Campeonato da Rússia Contrarrelógio (2002) Tour de l'Avenir (2002) |

## Classificações UCI
De 1994 a 2002, a equipa estava qualificada na primeira categoria das equipas profissionais. As seguintes classificações aqui expostas correspondem às datas desde seu aparecimento até à sua dissolução.
| Temporada | Classificação por equipas | Melhor corredor na classificação individual |
| --------- | ------------------------- | ------------------------------------------- |
| 1994      | 1º                        | Tony Rominger (1º)                          |
| 1995      | 1º                        | Tony Rominger (2º)                          |
| 1996      | 1º                        | Johan Museeuw (4º)                          |
| 1997      | 1º                        | Pavel Tonkov (5º)                           |
| 1998      | 1º                        | Andrea Tafi (7º)                            |
| 1999      | 1º                        | Paolo Bettini (13º)                         |
| 2000      | 1º                        | Paolo Bettini (10º)                         |
| 2001      | 4º                        | Paolo Bettini (9º)                          |
| 2002      | 1º                        | Paolo Bettini (3º)                          |

## Dopagem
Muitos corredores da equipa Mapei foram implicados em casos de dopagem, entre os quais estavam :
- Franco Ballerini em 1996
- Valentino Fois duas vezes em 1998
- Stefano Garzelli em 2002
- Stefano Zanini em 2001
- Philippe Koehler em 2005